# Filip Lesniak
Filip Lesniak (Košice, 14 mei 1996) is een Slowaaks voetballer die bij voorkeur als defensieve middenvelder speelt. Hij stroomde in 2017 door vanuit de jeugd van Tottenham Hotspur.

## Clubcarrière
Lesniak maakte in 2012 de overstap van FC VSS Košice naar Tottenham Hotspur. In 2016 werd hij uitgeleend aan Slovan Liberec, waarvoor hij slechts één competitiewedstrijd speelde. Op 18 mei 2017 debuteerde de Slowaak in de Premier League tegen Leicester City. Hij viel na 86 minuten in voor Mousa Dembélé.

## Interlandcarrière
Lesniak kwam reeds uit voor diverse Slowaakse nationale jeugdelftallen. In 2015 debuteerde hij in Slowakije –21.